# Leka
Leka er den nordligste kommune i Trøndelag, Norge, og består af hovedøerne Leka og Madsøya, en del ligger på øen Austra samt Gutvik på fastlandet . Fiskerlejerne Sklinna og Horta er også en del af Leka. 

## Historie
Leka har været beboet i over 10.000 år, og der findes hulemalerier på øen. Der er registreret over 400 fortidsminder i kommunen. I dag er de vigtigste erhverv landbrug og fiskeopdræt.
Herlaugshaugen på Leka er den største gravhøj i Norge, hvor der bevisligt har været begravet mennesker. Baseret på Snorre Sturlasons beretninger menes det, at gravhøjen tilhørte kong Herlaug, som angiveligt nægtede at underkaste sig kong Harald Hårfager og hellere lod sig begrave levende sammen med sine trælle, da Hårfager var på vej til Namdalen. I senere tid opføres der et spil ved højen, Eit spel om kong Herlaug. Arkæologer tror, højen kan rumme et vikingeskib, der er betydeligt større end de kendte Oseberg- og Gokstadskibe. Herlaugshaugens enorme dimensioner tyder på, at engene på Lekas østlige side kan have været hovedsæde for et af Namdalskystens vigtigste magtcentre i yngre jernalder.

## Geologi
Leka er valgt til Norges geologiske nationalmonument. Øens bjerge har en gulrød farve, og dens geologi er enestående. Leka er det eneste sted i Norge og Norden, hvor man kan foretage en geologisk rejse til Jordens indre, fra havbunden og ned i kappen. Efter at teorien om pladetektonik blev anerkendt i 1960'erne, forstod man efterhånden, at der på Leka findes et komplet tværsnit gennem havbunden og ned i Jordens kappe. På Leka er Moho, grænsen mellem jordskorpe og kappen, også synlig. Det er eller kun på Cypern, i Oman, Anglesey Island UK og California, man kan studere denne på nært hold.
For omkring 500 millioner år siden gled kontinenterne fra hinanden, så der opstod en sprække i havbunden i Atlanterhavet. Glødende lava fra Jordens indre trængte op gennem sprækken og blev til pudelava i kontakt med vand. På et senere tidspunkt nærmede kontinenterne sig igen hinanden. Da brækkede et stort stykke af jordskorpen (dvs. Leka) af i sammenstødet og blev liggende tilbage som en lille bid oven på resten af jordskorpen. Denne bid er vendt om på siden, så man kan se et tværsnit af bjergarterne, som ellers ligger i lag nede i jordskorpen.

## Ørnerovet
En af de mest berømte historier fra Leka er historien om "ørnerovet". 5. juni 1932 blev tre og et halvt år gamle Svanhild Hartvigsen angiveligt taget af en ørn og ført op på en fjeldhylde på bjerget. Pigen boede ikke på Leka, men i fiskerlejet Hortavær i havet udenfor. Der var der ingen kirke, så Svanhild og hendes familie var kommet til Leka for at døbe hendes lillebror. 
Mens de voksne hvilede, legede børnene uden for huset. Pludselig var Svanhild sporløst forsvundet. Nogle timer senere var 200 mennesker ude at lede. Først om aftenen fandt man den ene af hendes sko flere km fra det sted, hvor hun sidst blev set. Nogen kom i tanke om, at ørnene i Hagafjellet samme dag havde opført sig besynderligt. Tre unge mænd - Karl Haug, Jentoft Svendsen og Leif Andersen - besluttede at kravle op til ørnereden. Det tog dem en time, og kun ved at stå på skuldrene af de to andre formåede Jentoft Svendsen at hale sig op til bjerghylden. Han råbte ned til de andre, at pigen var der, men at hun var død. I virkeligheden var hun faldet i søvn af udmattelse. Hun var klædt i fire lag tøj, og de tre yderste var flået itu af ørnens kløer. Svanhild Hartvigsen huskede senere intet af flyveturen og mente selv, at hun var besvimet. Derimod huskede hun, hvordan hun sad på fjeldhylden og smed sten mod den angribende ørn, sådan som hun havde lært for at skræmme måger væk. Hun var resten af sit liv præget af oplevelsen. Hendes historie er blevet fortalt både i en bog og på film, og hendes sønderrevne kjole er bevaret. Det er også blevet hævdet, at pigen sandsynligvis selv har klatret op på fjeldhylden. Det er imidlertid helt usandsynligt, at en treårig kunne klatre op på en fjeldhylde i et terræn, der er svært tilgængeligt selv for en voksen mand, og hvor han er afhængig af to andre mænd til at løfte sig op.
Historien har været inspiration til Lekas kommunevåben fra 1989, som forestiller en ørneklo. Bjerghylden, hvor Svanhild blev fundet, er i dag malet rød. Der er også malet en hvid plet under den, så den kan ses nede fra vejen. 75-års-jubilæet for "ørnerovet" blev fejret i tre dage i 2007.